# Puchar Świata w Zapasach 2011
Zawody Pucharu Świata w 2011 roku
- w stylu klasycznym rywalizowano pomiędzy 19–20 lutego w Mińsku na Białorusi,
- w stylu wolnym w dniach 19 i 20 marca w Machaczkale w Rosji,
- a kobiety wystąpiły w Liévin we Francji w dniach 5–6 marca.

## Styl klasyczny

### Ostateczna kolejność drużynowa
| Poz. | Państwo          |
| ---- | ---------------- |
|      | Iran             |
|      | Rosja            |
|      | Białoruś         |
| 4.   | Azerbejdżan      |
| 5.   | Turcja           |
| 6.   | Kazachstan       |
| 7.   | Armenia          |
| 8.   | Kuba             |
| 9.   | Korea Południowa |
| 10.  | Bułgaria         |

### I-VIII
| Waga   |                      |                        |                   | 4               | 5                   | 6                | 7                                 | 8                         |
| ------ | -------------------- | ---------------------- | ----------------- | --------------- | ------------------- | ---------------- | --------------------------------- | ------------------------- |
| 55 kg  | Aschat Kudajbergenow | Walerij Borgojakow     | Choi Gyu-jin      | Mohsen Hadżipur | Yagnier Hernández   | Eldəniz Əzizli   | Wenelin Wenkow                    | Nazir Mankijew Ivan Guzow |
| 60 kg  | Jeong Ji-hyeon       | Ałmat Kiebispajew      | Həsən Əliyev      | Omid Nouruzi    | Artur Mykyrtczian   | Iwan Kujłakow    | Asłan Abdullin                    | Hanser Meoque             |
| 66 kg  | Sa’id Abdewali       | Kim Hyeon-woo          | Michaił Siamionau | Alexei Bell     | Darchan Bajachmetow | Vitali Rəhimov   | Jurij Dienisow                    | Rüstəm Əliyev             |
| 74 kg  | Alaksandr Kikinou    | Farszad Alizade        | Roman Własow      | Rafiq Hüseynov  | Warszam Boranian    | Şeref Tüfenk     | Dosżan Kartykow                   | Park Jin-sung             |
| 84 kg  | Taleb Nematpur       | Saman Tahmasebi        | Alim Selimau      | Ałan Chugajew   | Ałchazur Özdijew    | Bojan Zagorow    | Ahmet Yıldırım Hracz Howhannisjan | –                         |
| 96 kg  | Babak Ghorbani       | Cimafiej Dziejniczenka | Szalwa Gadabadze  | Rustam Totrow   | Margułan Äsembekow  | Artur Szachbanow | Yunior Estrada                    | Kim Yong-nam              |
| 120 kg | Rıza Kayaalp         | Nurmachan Tinalijew    | Ioseb Czugoszwili | Iwan Iwanow     | Baszir Babadżanzade | Anton Botiew     | Szochruddi Ajubow                 | Yasmani Acosta            |

### IX-XVII
| Waga   | 9                    | 10                 | 11                        | 12                             | 13                              | 14             | 15         | 16                    | 17                  |
| ------ | -------------------- | ------------------ | ------------------------- | ------------------------------ | ------------------------------- | -------------- | ---------- | --------------------- | ------------------- |
| 55 kg  | –                    | Ełbiek Tażyjeu     | Rövşən Bayramov           | Bagher Tavakolian              | Narek Chaczatrian               | Bayram Özdemir | –          | –                     | –                   |
| 60 kg  | Alaksandr Zabahonski | Mustafa Sağlam     | Mevlüt Arık Rumen Sawczew | –                              | Dzmitryj Alenski Hamid Zare     | –              | –          | –                     | –                   |
| 66 kg  | Refik Ayvazoğlu      | Ambako Waczadze    | Ajbek Jengsechanow        | Vasıf Arzumanov                | Aram Dżulfalakian Ali Mohammadi | –              | Emił Milew | Howhannes Warteresjan | Rustem Emir-Amzajew |
| 74 kg  | Emrah Kuş            | Jorgisbell Álvarez | Imil Szarafietdinow       | –                              | Maksat Jereżepow Iwajło Syjkow  | –              | –          | –                     | –                   |
| 84 kg  | Pablo Shorey         | Tigran Sahakian    | Selçuk Çebi               | Jewgienij Bogomołow            | Lee Se-yeol                     | –              | –          | –                     | –                   |
| 96 kg  | Sarkis Tonojan       | Ahmet Taçyıldız    | Cenk İldem                | Hracz Howhannisjan             | –                               | –              | –          | –                     | –                   |
| 120 kg | Waczik Jeghiazarian  | Atilla Güzel       | Mohammad Ghorbani         | Kim Hyun-kyu Aleksandr Anuczin | –                               | –              | –          | –                     | –                   |

## Styl wolny

### Ostateczna kolejność drużynowa
| Poz. | Państwo            |
| ---- | ------------------ |
|      | Rosja              |
|      | Iran               |
|      | Azerbejdżan        |
| 4.   | Uzbekistan         |
| 5.   | Kuba               |
| 6.   | Ukraina            |
| 7.   | Węgry · Kazachstan |
| 8.   | Kirgistan          |
| 9.   | Gruzja             |
| 10.  | Bułgaria           |

### I-VIII
| Waga   |                     |                               |                     | 4                  | 5                        | 6                        | 7                                  | 8                  |
| ------ | ------------------- | ----------------------------- | ------------------- | ------------------ | ------------------------ | ------------------------ | ---------------------------------- | ------------------ |
| 55 kg  | Frank Chamizo       | Gabit Tölepbaj                | Nurlan Makenaliev   | Namiq Sövdümzadə   | Nasibullo Qurbonov       | Wiktor Lebiediew         | Ihor Chawałdżi Aleksandr Bogomojew | –                  |
| 60 kg  | Zelimchan Chusejnow | Malchaz Kurdiani              | Alejandro Valdés    | Mostafa Aghadżani  | Biesik Kuduchow          | Bazar Bazargurujew       | Bakhram Ermatov                    | Rasuł Murtazalijew |
| 66 kg  | Geandry Garzón      | Mostafa Hosejnchani           | Xaqan Süleymanov    | Semen Radułow      | Innokientij Innokientjew | Maksat Dauylbajew        | Ałan Gogajew Ixtiyor Navruzov      | –                  |
| 74 kg  | Yunieski Blanco     | Muslim Dadajew Dmytro Komisar | –                   | Aleksandr Gostijew | Rashid Qurbonov          | Gela Saghiraszwili       | Ilgiz Dżakypbiekow                 | Saba Chubieżty     |
| 84 kg  | Nauruz Tiemriezow   | Reineris Salas                | Ajbek Usupow        | Beka Czelidze      | Sosłan Kcojew            | Albiert Saritow          | Subkhonjon Toshpulatov             | Ehsan Amini        |
| 96 kg  | Gieorgij Kietojew   | Taras Dańko                   | Dachi Kerashvili    | Gergely Kiss       | Asłanbiek Ałborow        | Reza Jazdani             | Gyurai Hamdiev                     | Arsłanbiek Alijew  |
| 120 kg | Dániel Ligeti       | Muradin Kuszchow              | Giorgi Sakandelidze | Kurban Kurbanow    | Barsag Kiesajew          | Mohammad Reza Azarszakib | Bachtijar Achmiedow                | Ali Isajew         |

### IX-XIII
| Waga   | 9                      | 10                            | 11                 | 12                          | 13               |
| ------ | ---------------------- | ----------------------------- | ------------------ | --------------------------- | ---------------- |
| 55 kg  | Besarion Goczaszwili   | Hasan Rahimi                  | Altinbek Alimbaev  | Krum Czuczurow              | –                |
| 60 kg  | Jurij Bałandiuk        | Amandyk Bakiejew              | Ułan Nadyrbek uułu | Stojan Conew Abbas Dabbaghi | –                |
| 66 kg  | Magomiedmurad Gadżyjew | Szalwa Muziaszwili            | Emin Əzizov        | Nikołaj Kurtew              | Mirbek Abdyldaev |
| 74 kg  | Gábor Hatos            | Hisham Moghaddam Teodor Stoev | Umidjon Ismanov    | Hasan Tahmasebi             | –                |
| 84 kg  | Ljuben Iliew           | Mejsam Mostafa Dżokar         | Ihor Sinicyn       | István Veréb                | –                |
| 96 kg  | Amirkhon Mirzaev       | Abbas Tahan                   | Eduardo Mesa       | –                           | ---              |
| 120 kg | Ajaał Łazariew         | Disney Rodríguez              | Komejl Ghasemi     | Bincho Stoyanov             | Asker Efendiev   |

## Styl wolny kobiet

### Ostateczna kolejność drużynowa
|    | Państwo           |
| -- | ----------------- |
|    | Chiny             |
|    | Stany Zjednoczone |
|    | Japonia           |
| 4. | Kanada            |
| 5. | Mongolia          |
| 6. | Rosja             |
| 7. | Kazachstan        |
| 8. | Francja           |